# Bernardo Souto
Bernardo Valois Souto, mais conhecido como Bernardo Souto (Recife, 17 de setembro de 1982), é um poeta, crítico literário, professor de literatura e tradutor brasileiro.

## Biografia
A estreia de Bernardo Souto como escritor ocorreu em 2010, com a publicação de Elogio do silêncio —  livro de versos influenciado pela poesia do Extremo Oriente. Em 2011, dedicou uma dissertação de mestrado à obra poética e ensaística de Manuel Bandeira.
No início de 2020, recebeu o Prêmio Edir Domingues de Poesia, concedido uma vez por ano pela Academia Pernambucana de Letras. A Aridez das Horas e outros poemas (ViV, 2020) foi a obra  premiada pela APL. Desde 2010, vem publicando poemas em diversas revistas literárias.

### Livros
Autor
- Elogio do silêncio. 1ª. ed. Recife: Edições bagaço, 2010. v. 100. 71p
- Teatro de sombras. 1ª. ed. Recife: Edições moinhos de vento & Bernardo Souto, 2011. v. 70. 31p
- O Corvo e o Colibri. 1ª. ed. Itabuna: Mondrongo, 2015. v. 100. 99p
- A Aridez das Horas e outros poemas. 1. ed. Rio de Janeiro: ViV, 2020. v. 100. 88p

Organizador e prefaciador
- O canto da esfinge. 1ª. ed. Recife: Tarcísio Pereira Editor, 2013. v. 500. 116p . (Organizador e prefaciador.)

### Outros
- Da mise em abyme à estilização paródica: uma análise da narrativa A Aproximação a Almotásim de Jorge Luis Borges. Zunái: Revista de Poesia & Debates , v. 22, p. 1-4, 2011.
- A Tradução da Tradição na Lírica de Manuel Bandeira. 2009.
- Taiguara Fernandes . Arte ou Desastre 2012.
- 'Uns'/ Bernardo Souto 2011 (poesia lírica).
- Bernardo Souto 2011 (poesia lírica).
- poema 'METRIC FIGURE', de William Carlos Williams, 2011. (Tradução).
- A fundação do ser mediante a poesia, 2010. (Prefácio, Pósfacio/Prefácio)
- Sombra, esse pássaro que nunca é o mesmo 2009 (poesia lírica).